# Kanton Retournac
Kanton Retournac (fr. Canton de Retournac) je francouzský kanton v departementu Haute-Loire v regionu Auvergne. Tvoří ho tři obce.

## Obce kantonu
- Retournac
- Saint-André-de-Chalencon
- Solignac-sous-Roche